# Klövsjöfår
Klövsjöfår är en svensk fårras som tillhör gruppen allmogefår i nordiska kortsvansfår. De härstammar från Klövsjö socken i Jämtland och är vita eller svarta med vita tecken och är vanligtvis kulliga.
Klövsjöfår hare sitt ursprung hos Maj Olander i Klövsjö i Jämtland och "återupptäcktes" 1991.